# 殷本浩
殷本浩（？—？）字翰生，安徽合肥人。中华民国军事将领。

## 生平
殷本浩毕业于武备学堂。他是直系曹锟的部属。曾任陆军第三师步兵第五旅第十团团长、蓟榆镇守使、讨奉第四军副司令。1923年11月5日，获授将军府恺威将军。